# تکاوران عدالت در نسل‌کشی ارامنه
تکاوران عدالت در نسل‌کشی ارامنه (ارمنی: Հայկական Ցեղասպանութեան Արդարութեան Մարտիկներ, ՀՑԱՄ),(JCAG) یک سازمان ستیزه‌جویی است که از سال ۱۹۷۵ تا ۱۹۸۷ فعال بود. این سازمان به دنبال ایجاد یک ارمنستان در مناطق تاریخی ارمنی و به رسمیت شناختن نسل‌کشی توسط ترکیه است. تکاوران عدالت در نسل‌کشی ارمنی‌ها یک مبارزه بین‌المللی علیه منافع ترکیه و نمایندگان این کشور را در درجه اول در اروپا و سپس آمریکای شمالی به پیش بردند و تعداد زیادی از عناصر وابسته به دولت ترکیه را کشتند. تا سال ۱۹۸۳، از این سال به بعد این سازمان برای ماندن و ادامه به فکر تغییر و تبدیل خود به یک ارتش انقلابی ارمنی (ARA) افتاد و عنوان خود را به ارتش انقلابی ارمنی تغییر داد، از این پس به فعالیت‌های نظامی خود تحت این نام تا سال ۱۹۸۵ ادامه داد. این سازمان در سال ۱۹۸۶ با نام جبهه ارمنستان- یونان -بلغارستان به یک عمل تهاجمی مبادرت کرد و اعتقاد بر این است که از سال بعد به‌طور غیررسمی منحل شده‌است.

## وابستگی به فدراسیون انقلابی ارامنه
تکاوران عدالت در نسل‌کشی ارامنه و ارتش انقلابی ارامنه به طورکلی به نظر می‌رسد که به عنوان شاخه نظامی فدراسیون انقلابی ارامنه (ARF) عمل می‌کردند، درقرن نوزدهم احزاب ارمنی از جمله حزب سیاسی ملی چپ ارامنه و حزب پان ارمنی به دنبال استقلال ارمنستان از اتحاد جماهیر شوروی بودند. فدراسیون انقلابی ارامنه در ایجاد و تأسیس جمهوری اول ارمنستان در سال ۱۹۱۸ در امپراتوری تزار روس نقش مهمی ایفا کردند، این جمهوری دو سال دوام آورد تا این که به دنبال انقلاب اکتبر روسیه توسط اتحاد جماهیر شوروی ضمیمه این کشور شد، در پی برقراری دولت جدید رهبران فدراسیون انقلابی ارامنه در میان جماعت پراکنده ارمنی درسراسر جهان در تبعید به سر می‌بردند.